# Fredriksberg (Malmö)
Fredriksberg is een deelgebied (Delområde) in het stadsdeel Fosie van de Zweedse stad Malmö. De wijk telt 17 inwoners (2013) en heeft een oppervlakte van 0,90 km². Fredriksberg bestaat voornamelijk uit autodealers en lichte industrie.